# Carpegna
Carpegna é uma comuna italiana da região dos Marche, Província de Pesaro e Urbino, com cerca de 1.606 habitantes. Estende-se por uma área de 28 km², tendo uma densidade populacional de 57 hab/km². Faz fronteira com Belforte all'Isauro, Borgo Pace, Frontino, Mercatello sul Metauro, Montecopiolo, Pennabilli, Piandimeleto, Pietrarubbia, Sant'Angelo in Vado, Sestino (AR).

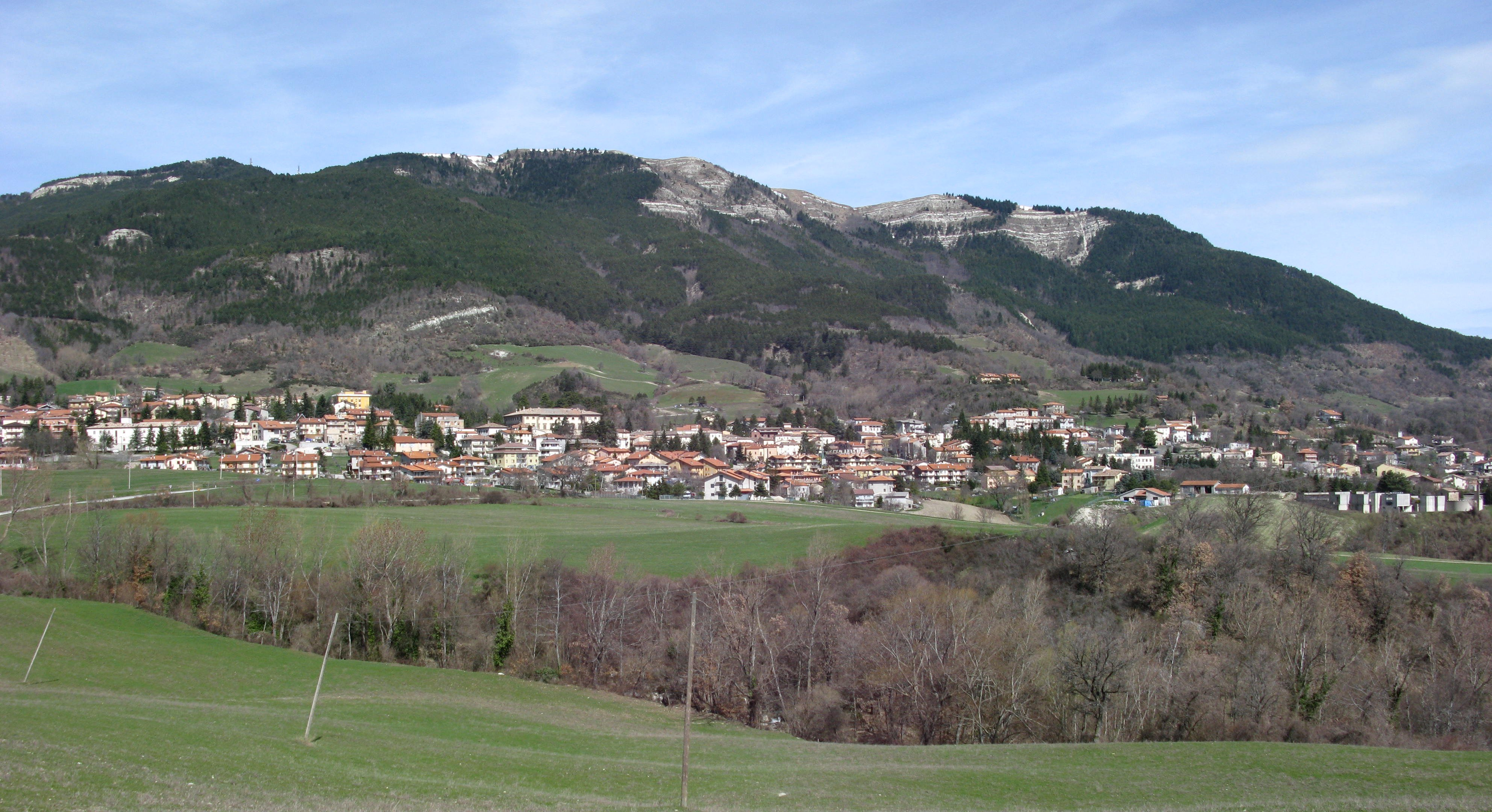
Carpegna